# The Voice of Conscience (film 1912 Wharton)
The Voice of Conscience è un cortometraggio muto del 1912 scritto e diretto da Theodore Wharton.
Nel settembre del 1912, uscirono nelle sale due film dal medesimo titolo: questo The Voice of Conscience diretto da Wharton e, il 3 settembre, un altro The Voice of Conscience (1912) che non riportava il nome del regista ed era prodotto dalla Thanhouser Film Corporation.

## Produzione
Il film fu prodotto dalla Essanay Film Manufacturing Company.

## Distribuzione
Distribuito dalla General Film Company, il film - un cortometraggio in una bobina - uscì nelle sale cinematografiche statunitensi il 27 settembre 1912.